# Lychnis flos-cuculi
La flor de cuclillo, Lychnis flos-cuculi, es una planta herbácea de la familia de las cariofiláceas.

## Descripción
Lychnis flos-cuculi es una planta erecta, glabra, perenne de hasta 90 cm, con hojas basales oblongo-acucharadas, y hojas superiores lineal-lanceoladas fusionadas e pares en la base. Flores rosa, de 2,5 cm de diámetro, con 5 pétalos irregularmente tetralobulados que dan una apariencia descuidada a las flores. Inflorescencia laxa, ramosa. Cáliz tubular de 10 nervios, con 5 cortos dientes. Florece en primavera.

## Hábitat
Abundante en prados de siega muy húmedos y en zonas pantanosas. 

## Distribución
Se distribuye por toda Europa.

## Sinonimia
Agrostemma flos-cuculi (Mill.) G.Don
Agrostemma lusitanica (Mill.) G.Don
Coccyganthe flos-cuculi Rchb.
Coccyganthe pratensis Schur
Coccyganthe subintegra (Hayek) Tzvelev
Coronaria flos-cuculi A.Braun
Lychnis coccugosantha St.-Lag.
Lychnis cyrilli Richt. ex Rchb.
Lychnis flos-cuculi L.
Lychnis flos-cuculi f. albiflora Sylvén
Lychnis flos-cuculi subsp. cyrilli (Richt. ex Rchb.) Rouy & Foucaud
Lychnis flos-cuculi var. congesta Ascherson & Graebn.
Lychnis flos-cuculi var. ramosa Seringer
Lychnis laciniata Lam. nom. illeg.
Lychnis laciniflora Stokes
Lychnis lusitanica Mill.
Lychnis plumaria Gray nom. illeg.
Lychnis quadridentata Lucé
Lychnis subintegra (Hayek) Turrill
Melandrium flos-cuculi (L.) Röhl.
Paronychia herniarioides  Michx.
Silene cuculi E.H.L.Krause nom. illeg.
Silene flos-cuculi (L.) Greuter & Burdet
Silene flos-cuculi subsp. subintegra (Hayek) Greuter & Burdet
Silene subintegra (Hayek) Greuter